# Évangéliaire de Trèves
L'Évangéliaire dit de Trèves est un manuscrit enluminé contenant les évangiles sans doute produit par le scriptorium de l'abbaye d'Echternach, dans l'actuel Luxembourg dans la première moitié du VIIIe siècle. Il est recopié et décoré par des artistes directement influencés par l'enluminure insulaire. Il est actuellement conservé à la bibliothèque de la cathédrale Saint-Pierre de Trèves en Allemagne.

## Historique
Après avoir un temps pensé que le manuscrit a été produit à Trèves même, l'analyse d'autres manuscrits et la comparaison avec celui-ci amènent à penser qu'il a sans doute été produit à l'abbaye d'Echternach, une abbaye fondée en 698 par saint Willibrord venu depuis la Northumbrie avec sans doute des manuscrits et des scribes. Le colophon présent dans le manuscrit indique qu'il a été rédigé en grande partie par le moine appelé Thomas. Il a sans doute été aidé dans un sa tâche par un collaborateur anonyme mais de culture mérovingienne.
Des annotations ajoutées a posteriori font allusion à des reliques de saints conservées au sein de l'abbaye de Kleinfeld à Kall, non loin de Trèves. Selon l'historienne Nancy Netzer, le manuscrit pourrait avoir été conservé dans cette abbaye de Prémontrés jusqu'à la Révolution française puis vendu à un collectionneur qui en aurait fait don à la cathédrale de Trèves au cours du XIXe siècle. L'année d'entrée du manuscrit dans les collections de la cathédrale est inconnue : il est pour la première fois mentionné dans le catalogue en 1891. Cependant, il est signalé sur place par des savants dès 1841.

## Description
Le manuscrit contient 16 miniatures pleines-pages, dont une page des quatre symboles des apôtres (f.1v), dix pages de canons de concordances, trois portraits des quatre évangélistes, le Tétramorphe (f.5v) et un incipit avec deux archanges (f.10r). Il contient par ailleurs de nombreuses lettrines ornées. Thomas est à l'origine de la totalité des grandes miniatures tandis que son collègue franc a copié la plus grande partie du texte et a réalisé la plupart des lettrines.

### Le Christ et les quatre évangélistes
Le folio 1 verso présente un médaillon central contenant le buste du Christ. Ce médaillon forme le centre d'une croix qui découpe la page en quatre parties occupées par les symboles de 4 évangélistes : l'homme, le lion, le bœuf et l'aigle. Ils sont tous tournés vers la droite et le début du texte qui commence sur la page suivante. On retrouve la même organisation des symboles des évangélistes encadrés par les bras d'une croix dans d'autres manuscrits insulaires comme le Livre de Kells par exemple (f.27v et 290v), mais jamais associé à la figure du Christ au centre. Le modèle de ce motif des 4 symboles encadré de la croix provient peut-être d'Italie où il se retrouve couramment dans des œuvres de l'Antiquité tardive. On le retrouve dans des fresques de la Basilique San Gennaro fuori le mura de Naples qui date du Ve siècle. La figure du Christ au centre de la croix provient lui aussi sans doute d'Italie, où on le retrouve par exemple dans la basilique Saint-Apollinaire in Classe, près de Ravenne, qui date du VIe siècle.

### Le Tétramorphe du folio 5 verso

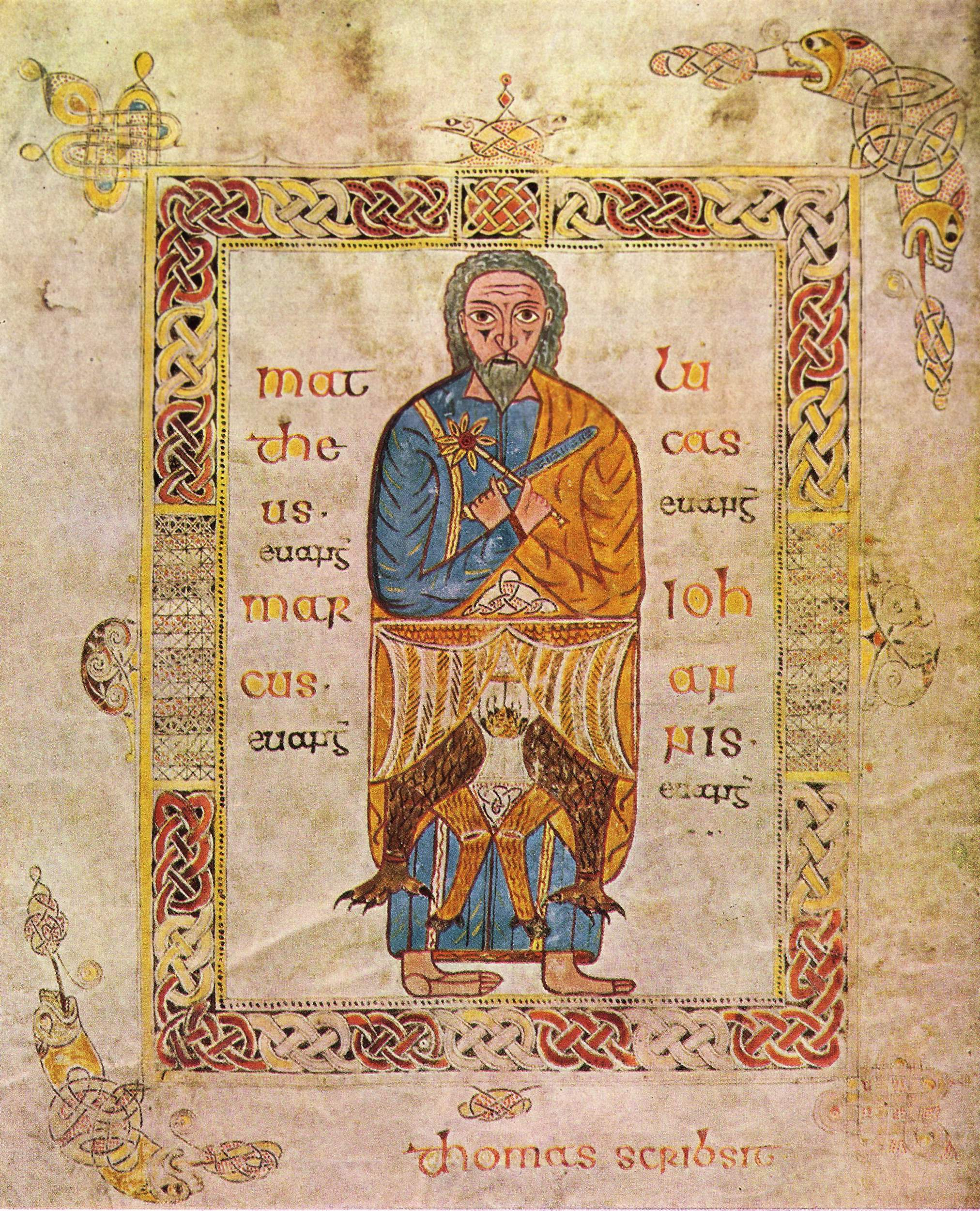
Le Tétramorphe, f.5v

La miniature située face au prologue de saint Jérôme à sa Vulgate, représente un personnage étrange. Les deux pieds tournés vers la droite, il tient dans ses mains, croisés, un sceptre de la forme d'une fleur et un couteau rituel. Sous sa taille, tels des tabliers, sont attachés les arrière-trains d'un lion, d'un veau et d'un aigle, les trois symboles de Marc, Luc et Jean, alors que le personnage représente le symbole de Matthieu. La suprématie de ce dernier évangile est donc marquée par cette miniature. L'artiste a signé son œuvre en bas de l'image : « thomas scribsit ».